# Simpsonichthys heloplites
 Simpsonichthys heloplites és un peix de la família dels rivúlids i de l'ordre dels ciprinodontiformes.